# Przykra historia
Przykra historia (ang. A Predicament) – nowela amerykańskiego pisarza Edgara Allana Poego, parodiująca gotycką opowieść sensacyjną, popularną w Ameryce i Anglii na początku XIX w. Pierwotnie nazwana była "The Scythe of Time".

## Opis fabuły
Główna bohaterka opowiadania, która jest także narratorką to Signora Psyche Zenobia. Na spacerze ze swoim 5 calowym pudlem (130mm) i czarnoskórym sługą Pompejuszem podchodzi do dużej gotyckiej katedry. Na wieży dostrzegła mały otwór, któremu chciała się przyjrzeć. Stojąc na ramionach Pompejusza przepchała głowę przez ten otwór i zrozumiała, że po drugiej stronie dziury jest duży zegar. Zaczęła przyglądać się miastu, czując że ostra minutowa wskazówka zaczyna napierać na jej szyję, powodując duży wzrost ciśnienia, przez który jej oczy, jedno o drugim, zaczęły wypadać i staczać się wzdłuż rynsztoka. W końcu wskazówka przecina szyję, oddzielając głowę od ciała. Zenobia nie jest zrozpaczona przez to, co więcej cieszy się z utraty. Przez chwilę nawet zastanawia się co jest prawdziwą nią, ciało czy głowa. Potem jej głowa bohatersko przemawia, jednak jej ciało nie może tego usłyszeć bo nie ma uszu. Na sam koniec jej sługa Pompejusz ucieka, a Zenobia widzi że szczur zjadł jej pudla.

## Historia publikacji
Początkowo łącząc dzieła "The Psyche Zenobia" i "Przykrą historię" Poe opublikował je w Amerykańskim Muzeum w Baltimore w listopadzie 1838 roku. Nazwę dzieła zmienił w 1840 roku.

## Adaptacje
Powieść Przykra historia swojej adaptacji doczekała się w 2000 roku, dla National Public Radio przez Radio Tales pod nazwą Edgar Allan Poe's Predicament